# Aline Seitz
Aline Sophie Seitz (* 17. Februar 1997) ist eine Schweizer Radsportlerin, die Rennen im Bahn- und im  Strassenradsport bestreitet.

## Sportliche Laufbahn
2014 und 2015 wurde Aline Seitz Schweizer Junioren-Meisterin im Einzelzeitfahren auf der Strasse. 2017 wurde sie gemeinsam mit Michelle Andres erste Schweizer Meisterin der Frauen-Elite im Zweier-Mannschaftsfahren.
Im selben Jahr wurde Seitz für die Bahn-Europameisterschaften in Berlin nominiert. Beim fünften Lauf des Bahnrad-Weltcups 2017/18 in Minsk gewann sie das Scratchrennen. Bis einschließlich 2023 errang sie zwölf nationale Elite-Titel auf der Bahn.

## Erfolge

### Strasse
2014
- Schweizer Junioren-Meisterin – Einzelzeitfahren

2015
- Schweizer Junioren-Meisterin – Einzelzeitfahren

### Bahn
2017
- Schweizer Meisterin – Zweier-Mannschaftsfahren (mit Michelle Andres)

2018
- Weltcup in Minsk – Scratch
- Schweizer Meisterin – Omnium, Scratch

2020
- Schweizer Meisterin – Ausscheidungsfahren, Punktefahren, Scratch

2021
- Schweizer Meisterin – Omnium, Punktefahren, Zweier-Mannschaftsfahren (mit Janine Stettler)

2023
- Schweizer Meisterin – Ausscheidungsfahren, Scratch, Omnium

2024
- Schweizer Meisterin – Ausscheidungsfahren, Scratch